# Biomuzika
Biomuzika je oblik  muzike zasnovan na zvukovima prirode ili eksperimentalna muzika koja se bavi zvukovima koje nisu stvorili, ili ne izvode, ljudi. Definicija se ponekad produžava tako da uključuje i zvuke koje stvara ljudsko telo ne direktno već na biološki način. Na primer, muzika koju stvaraju moždani talasi kompozitora može se takođe nazvati biomuzika kao i muzika koju stvara ljudsko telo bez upotrebe alata ili instrumenata, a koji nisu deo tela (pa se pevanje ili vokalizacija obično isključuju iz ove definicije).
Po svojoj prirodi, biomuzika se posvećuje mnogim upotrebama i tumačenjima. Na prvi pogled izgleda da se radi o „muzici" koja podržava naučno istraživanje; i mnogi su to u početku gledali na taj način. Ali, vremenom njegova najdublja realnost je postavila muziku, muzičke strukture i stvaranje muzike pod mikroskop nauke. Što je promenilo način na koji razumemo, razmišljamo i čak ostvarujemo ulogu muzike i njegov potencijal u celokupnom životu na planeti Zemlji.

## Podela
Biomuzika se može podeliti na dve osnovne kategorije:
- Muziku koju je stvorila isključivo životinja (ili u nekim slučajevima biljka),
- Muziku koja se zasniva na zvucima životinja, ali koja je sređena od strane ljudskog kompozitora. Naime neki muzičari ili kompozitori muzike koriste neke vrste snimljenog zvuke iz prirode kao deo muzičke kompozicije. Tako npr. pripadnici muzika nove generacije koristi zvuk prirode kao pozadinu za različite muzičke i zvučne podloge, li koriste za ambijentalnu muziku zvuke prirode modifikovane sa uređaje kako bi se stvorila „kosmička” verzije muzike koja zvuči kao deo čovekoovog ćivotnog prostora.[2][3]

## Istorijat biomuzike
Biomuzika kao interdisciplinarno naučno polje istraživanja koje je započelo da se primenjuje u Nacionalnoj akademiji nauka u Vašingtonu od 1986. godine. U to doba, Akademija je odlučila da u svom kritičkom imprimaturu, odobri, za to vreme novi i kontroverznim koncept istraživanja pod nazivom „biodiverzitet". A taj koncept kao interdisciplinarna i transformativna forma izučavanja prirode biodiverziteta, regrutovala je mnoge renomirane naučnike da se uključe u šire istraživanja, u okviru bogate intelektualne grupe muzičara, pesnika i vizuelnih umetnika. Intelektualni tok i inkluzivnost trenutka (u kome je došlo do okupljenja naučnika), doneli su novi niz pitanja i nove oblasti razmišljanja, koje su angažovala i muzičke stručnjake, koji je trebalo da izgrade muzičke parametre kao vredne načine, kojima bi se proširila i pokrenula nova istraživanja o muzici u prirodnom svetu. Tako su ova istraživanja inspirisala i nastanak nove oblasti muzikologije koja se fokusirala na složeno istraživanje drugojačijih procesa koji su omogućili stvaranje muzike zasnovane na biodiverzitetu, ili raznolikost živog sveta na planeti. Time se sve više širilo naše razumevanje onoga što keži u osnovi nastanka muzike u prirodi, i kako ima direktan uticaj na život svih nas, i tako je rođena posebna naučna oblast biomuzika.

## Opšta razmatranja
Ako verujemo da je naš svet (uključujući i nas same) najosnovnije shvaćen kao manifestacija informacija, onda eksploatacija zvuka u vremenu predstavlja robusne mogućnosti za životne sisteme da sakupe brojne sadržaje i izgrade brojne međusobne odnose. Shvatanje složenosti komunikativne prirode sveta zahteva duboku i detaljnu analizu ugrađenih slojeva zvuka u vremenu, jer on postoji ne samo unutar ljudskog bića već i u organizmu drugih živih bića. Tako komunikativni odnosi pomažu da se definišu višestruke veze između pojedinca i spoljašnjeg sveta, i otkriju saznanja koja su po svojoj prirodi na raskršću nauke i muzike; oblasti koja pruža velike mogućnosti za saradnju mnogih disciplina, i na kojoj se zasniva i biomuzika kao posebna naučna disciplina.
Istraživanje biomuzike danas su usmerena na to kako se biološki i kognitivni elementi muzičkih stvaralaca izražavaju u odnosima i značenjima u ljudskim i  neljudskim komunikacionim  sistemima. Ovo je pokrenulo pitanja o tome šta se podrazumeva kao "muzika" u ovom kontekstu?  
U istraživanjima biomuzike sagledan je osnovni i složeni sistem stvaranja ljudske muzike i na empirijski način su istraženi njegovi elemente u ljudima i drugim sistemima životne komunikacije. Kako nova istraživanja potvrđuju da ljudska muzikalnost ima duboke evolucione korene, istraživanje ovih ključnih elemenata muzike može pružiti biološke osnove za stvaranja ljudske muzike sa translacionim implikacijama za razonodu, terapiju i učenje.

## Vrste biomuzike
Pesma ptica i muzika 
Biomuzku koja je fokusirana na zvuke ptica, među prvima je koristio francuski kompozitor Olivier Messiaen koji je počeo 1952. godine da integriše snimke pevanja različitih ptica u svoju novokomponovanu muziku. Pesma ptica može se takođe naći i u delima Laurie Anderson's Superman. I Kejt Buš engleska kantautorka i muzička producentkinja, u jednoj od pesmama koristi cvrkut ptice i s njima zajedno peva ljudskim glasom, u istom tonalitetu.
Pesma i muzika kitova
Snimci muzike koju proizvode kitovi inspirisali su autore eksperimentalne muzike u 20. veku. Nakon što je jedan od kompozitora, pokušao da proizvede glas kitova pomoću električne flauta, klavira, električnog violončelo i glinenih frula, muzičke kreacije kitova mogu se čuti u brojnim delima u kojima nema direktnih snimka kitova koji pevaju, tako da se ne može govoriti o apsolutnoj biomuzici. 
Primer za primenu biomuzike kitova je američki kompozitor Alan Hovhaness, koji je 1970. godine u svom koncertnom delu koristio deo audio snimka  grbavih kitovi ili kitova ubice snimljenih tokom jednog od njegovih performansa u koncertnoj dvorani. Pesma Il n'y plus rien objavljena 1973. godine od strane francuskog pevača i pesnika Léo Ferré počinje i završava „pevanjem” kitova, koje je usklađeno sa simfonijskim orkestrom. I već pomenuta Kejt Buđ je u jednoj od svjih pesama, koristila biomuziku kita.
Neurofeedback 
Muzika nastala neurofeedbackom takođe je neka vrsta biomuzike, koja je bazirana na ljudskim moždanim talasima. A ti talsi registrovani kao elektroencefalogram, od elektroencefalografa stvaraju neku vrstu muzičkog instrumenta, koji pretvara moždane impulse u zvuk. Ovaj fenomen prvi put je opisao Erkki Kurenniemi 1960. godine, a potom i ostali pioniri u neurofeedbacku poput David-a Rosenboom-a i Eduardo-a Reck Miranda.
Biomuzika i auditorni interfejs za otkrivanje fizioloških pokazatelja
Za decu sa dubokim smetnjama koje utiču na njihovu komunikaciju, može biti izuzetno značajno identifikovanje izraženih emocija kao što je npr. anksioznost. Ako je anksioznost duže vreme nepromenjena, ona svojim trajanjem može dovesti do hipertenzije, kardiovaskularnih bolesti i drugih psiholoških dijagnoza. 
Utvrđeno je da brojni fiziološki signali autonomnog nervnog sistema ukazuju na anksioznost, ali ih je teško tumačiti od starne negovatelja. Zato su naučna istraćivanja posegla za primenom slušnog interfejsa za intuitivno otkrivanje anksioznosti iz fizioloških signala. Interfejs, nazvan „Biomusic", mapira fiziološke signale kao muziku — pa tako:
- elektrodermalnu aktivnost registruje kao melodiju,
- porast temperature kože kao muzički oblik ključanja vode,
- srčanu frekvenciju kao udaranje bubanja,
- disanje kao muzičku formu udaha i izdaha sličnog zvuku vetra.

Interfejs „Biomusic” je testiran u dva eksperimenta kod dece sa poremećajima iz spektra autizma. Uz pomoć ovog uređaja istraživači su mogli da steknu rani i tačan utisak o stanja anksioznosti u momentu saslušanja biomuzike nakon malog treninga i bez kontekstualnih informacija. Time je dokazano da se uz pomoć biomuzike tela mogu pratiti biološke povratne informacije i uz pomoć njih upravljati anksioznošću.

## Literatura
- Watson, Marcus; Sanderson, Penelope M. (2001). „Intelligibility of Sonifications for Respiratory Monitoring in Anesthesia”. Proceedings of the Human Factors and Ergonomics Society Annual Meeting. 45 (17): 1293—1297. doi:10.1177/154193120104501708.
- Wen, Wanhui; Liu, Guangyuan; Cheng, Nanpu; Wei, Jie; Shangguan, Pengchao; Huang, Wenjin (2014). „Emotion Recognition Based on Multi-Variant Correlation of Physiological Signals”. IEEE Transactions on Affective Computing. 5 (2): 126—140. doi:10.1109/TAFFC.2014.2327617.
- Wu, Dan; Li, Chao-Yi; Yao, De-Zhong (2009). „Scale-Free Music of the Brain”. PLOS ONE. 4 (6): e5915. Bibcode:2009PLoSO...4.5915W. PMC 2691588 . PMID 19526057. doi:10.1371/journal.pone.0005915 .
- Yokoyama, K.; Ushida, J.; Sugiura, Y.; Mizuno, M.; Mizuno, Y.; Takata, K. (2002). „Heart rate indication using musical data”. IEEE Transactions on Biomedical Engineering. 49 (7): 729—733. PMID 12083308. doi:10.1109/TBME.2002.1010857.